# 아이즈 철도 아이즈선
아이즈 철도 아이즈 선(일본어: 会津鉄道 会津線)은 아이즈 철도의 유일한 철도 노선이다. 일본 후쿠시마현 아이즈와카마쓰시에 위치한 니시와카마쓰역과 후쿠시마 현 미나미아이즈군 미나미아이즈정에 위치한 아이즈 고원 오제구치 역을 잇는다.
일본국유철도 및 동일본 여객철도 아이즈 선을 계승한 노선이다.

## 차량
- AT-100형 동차(AT-103)
- AT-350형 동차(AT-351)
- AT-400형 동차(AT-401)
- AT-500형 동차(AT-501, AT-502)
- AT-550형 동차(AT-551, AT-552)
- AT-600형 동차(AT-601)
- AT-650형 동차(AT-651, AT-652)
- AT-700형 동차(AT-701)
- AT-750형 동차(AT-751, AT-752)[1]
- 6050계 전동차(아이즈타지마 ~ 아이즈 고원 오제구치)

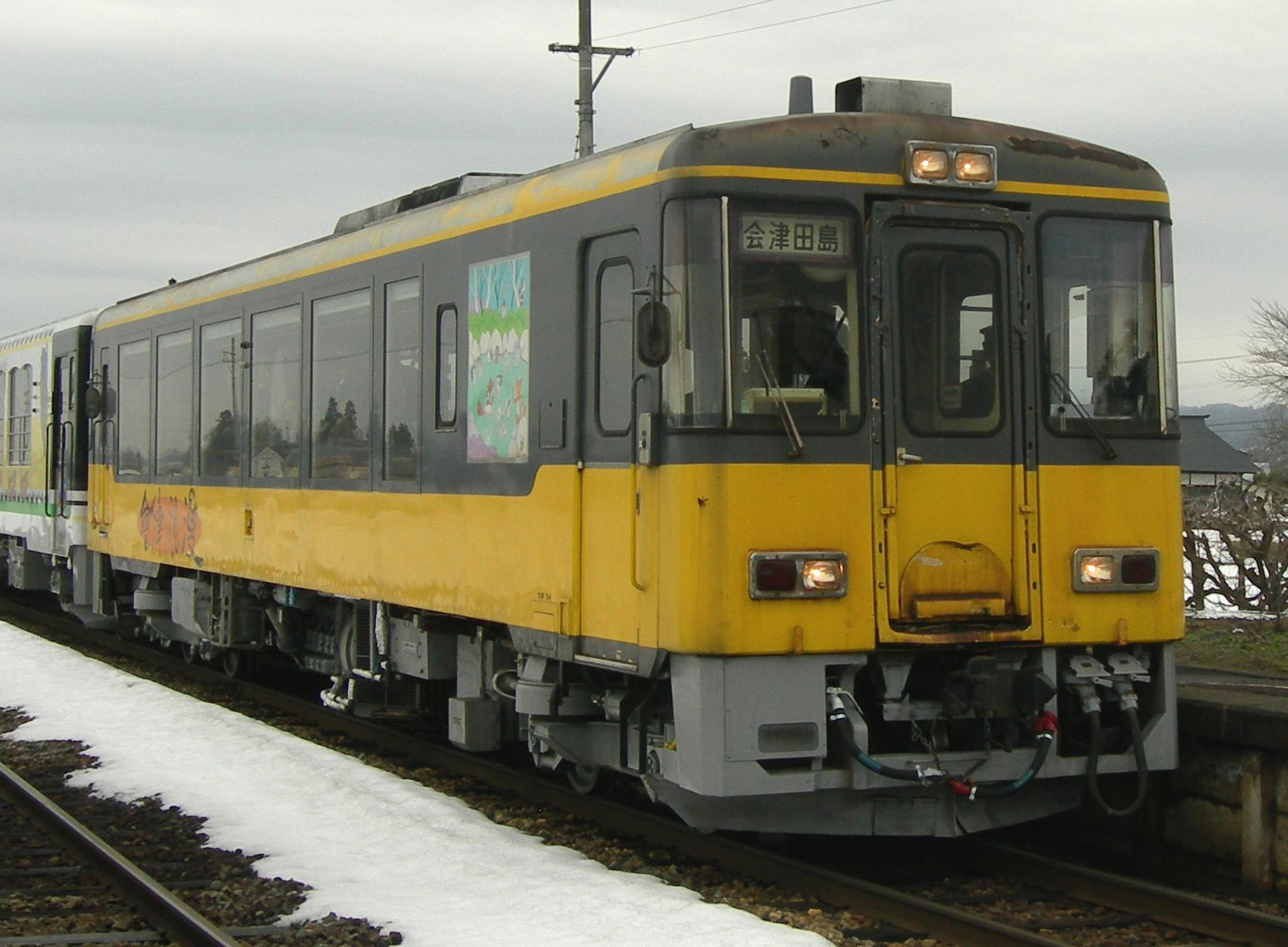
AT-103
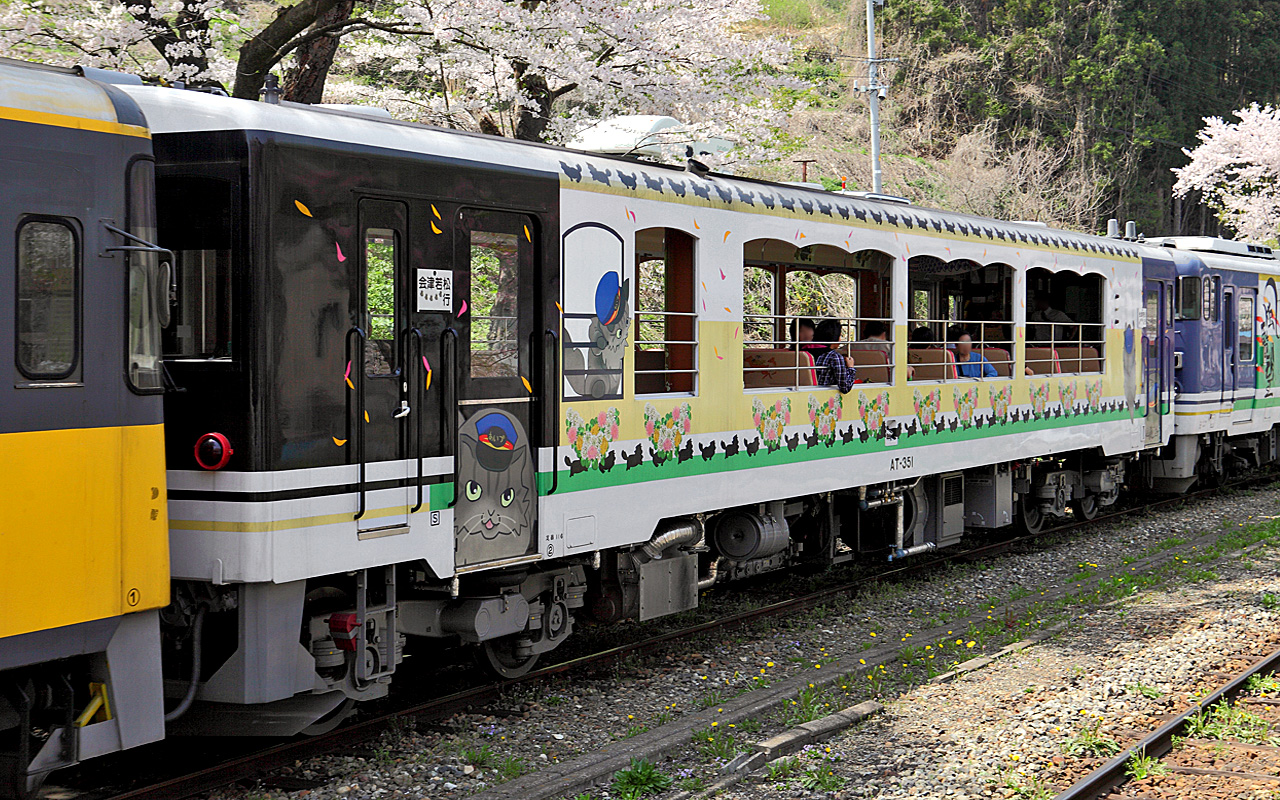
AT-351
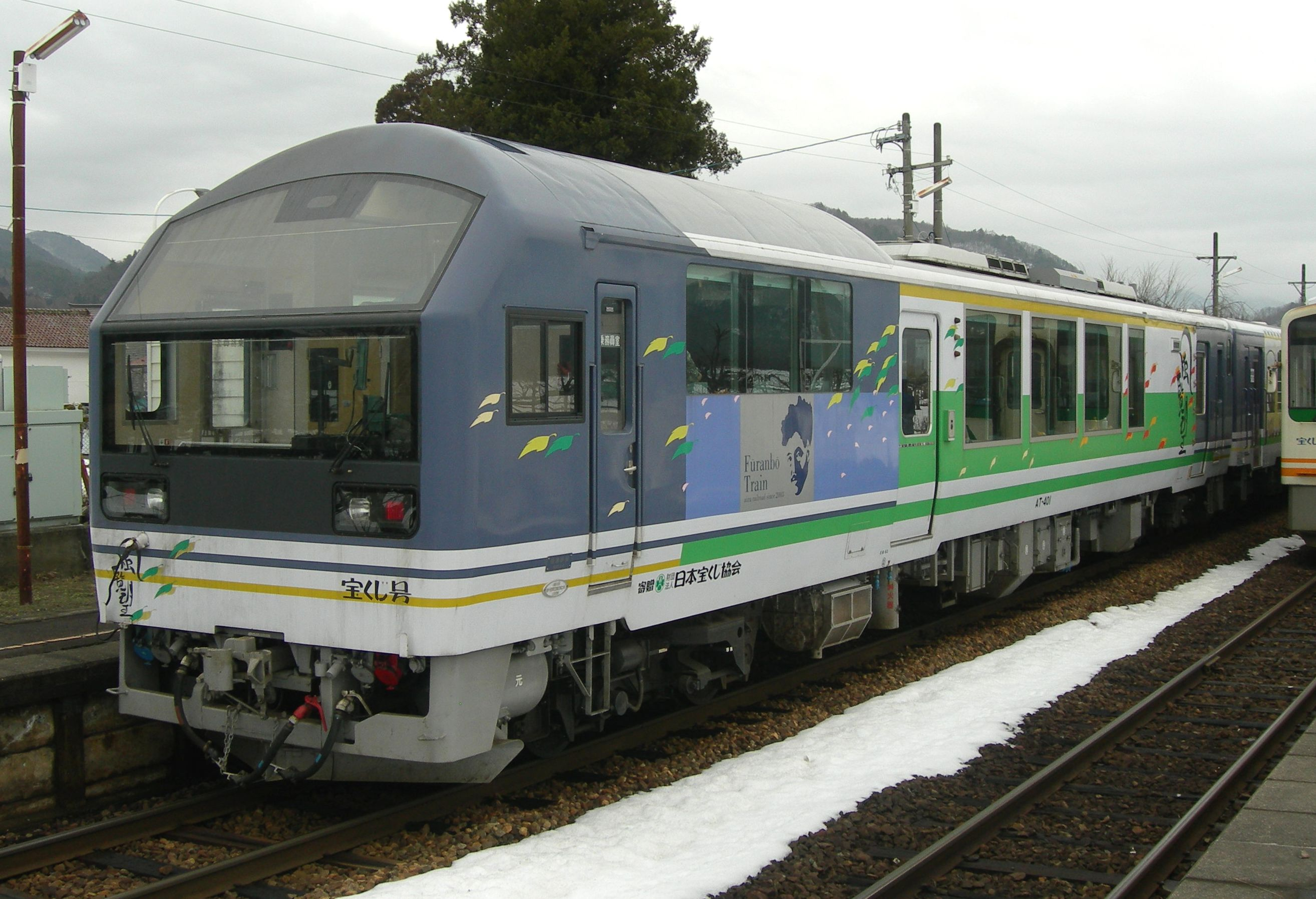
AT-401
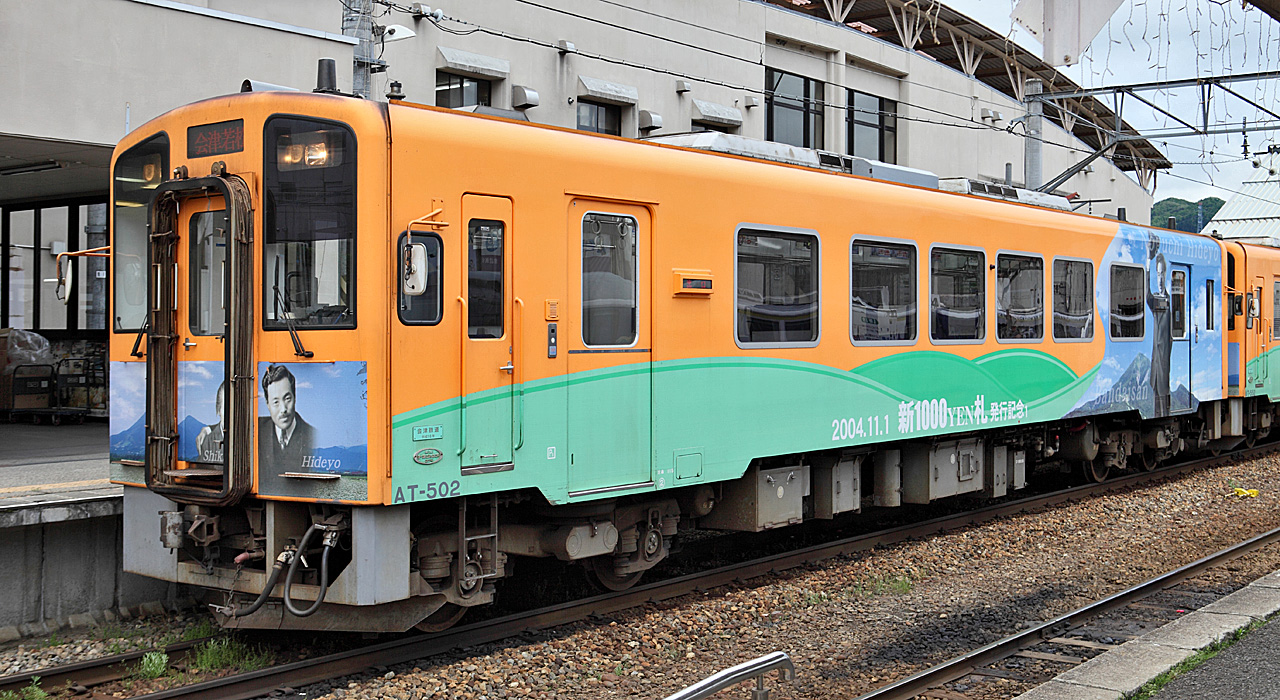
AT-502
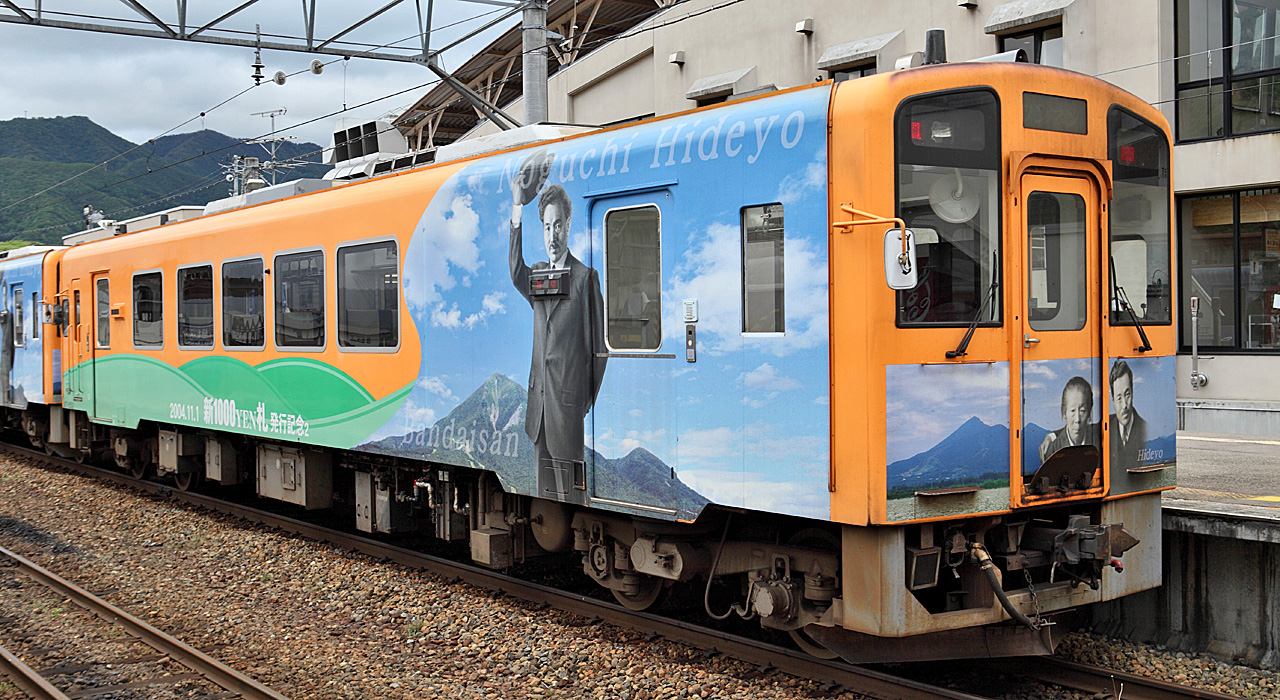
AT-550형
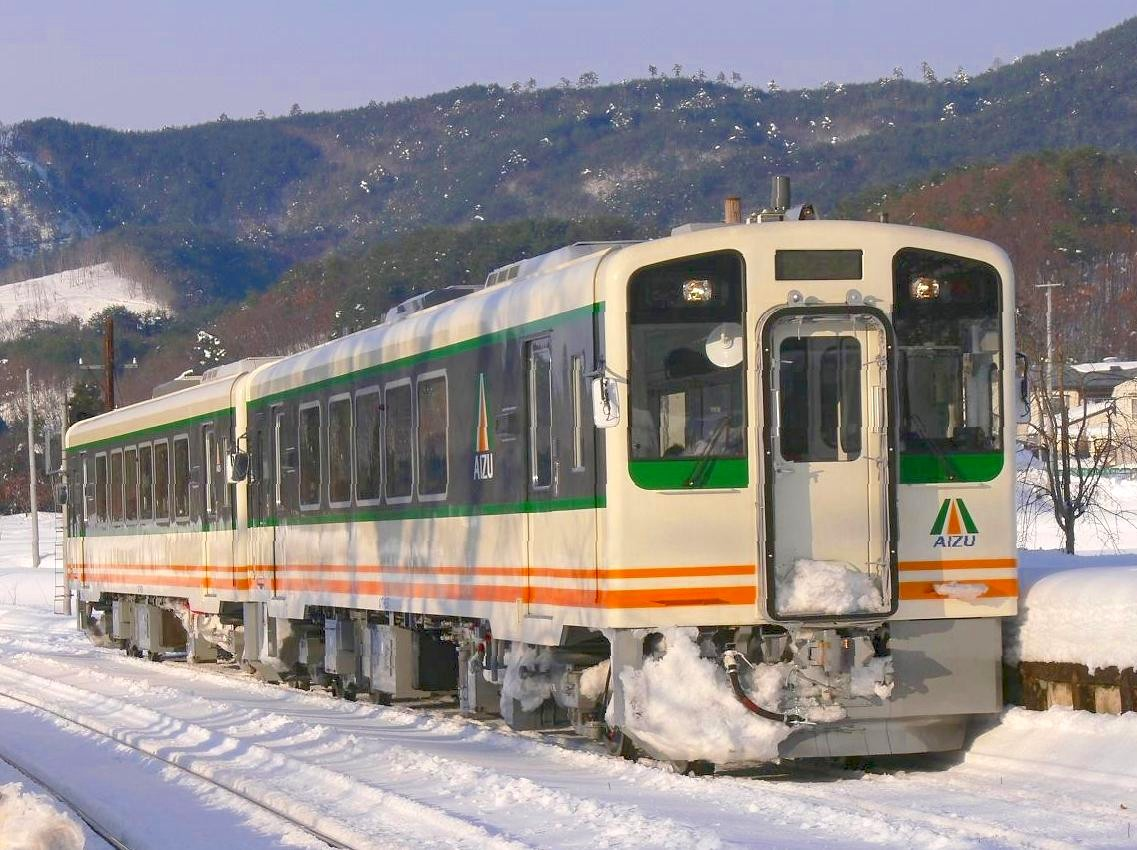
AT-600형과 AT-650형
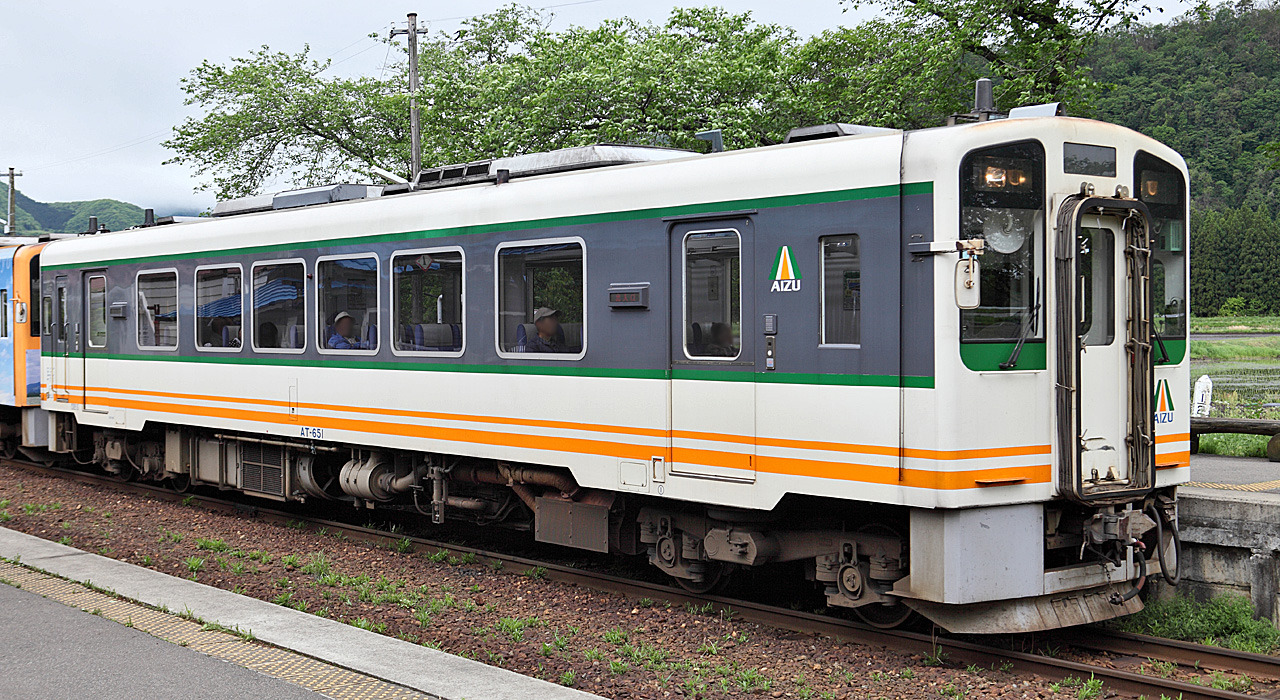
AT-651
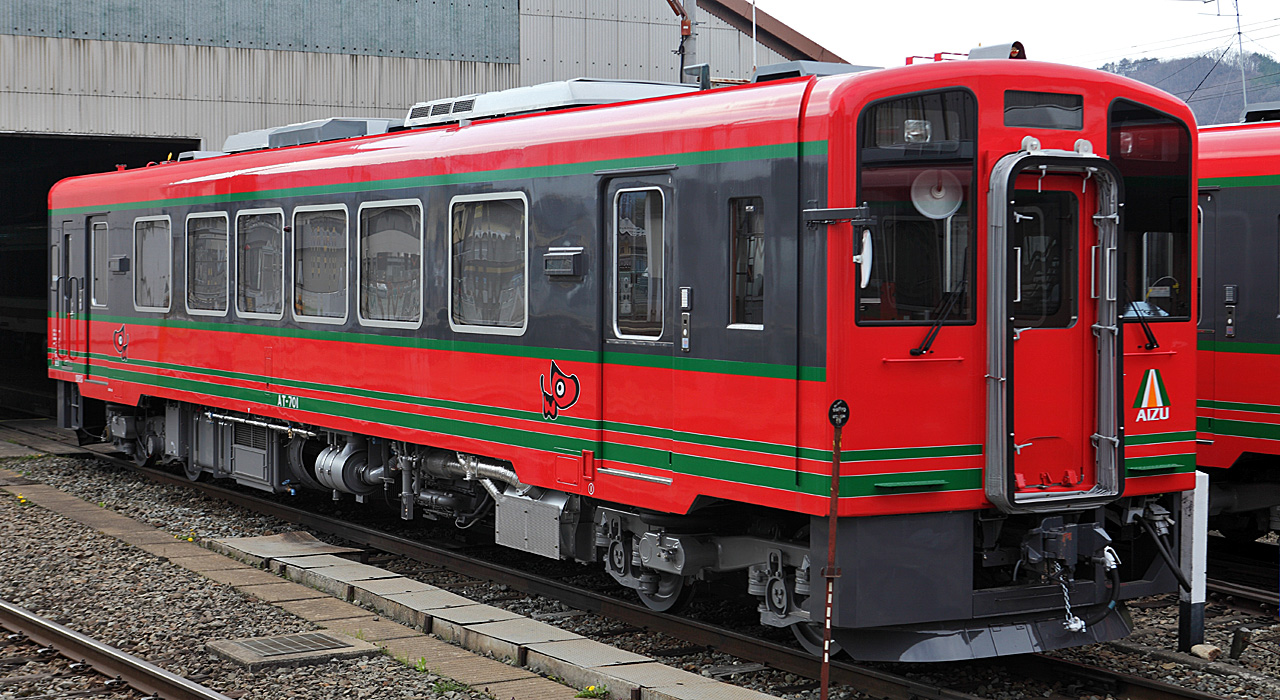
AT-701
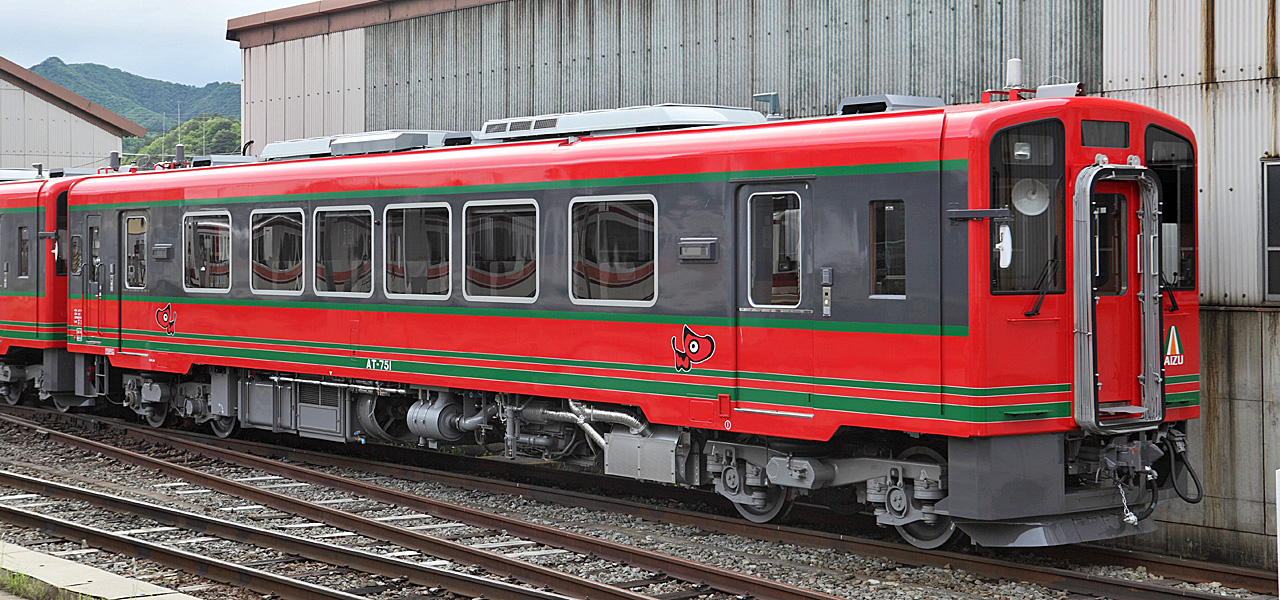
AT-751
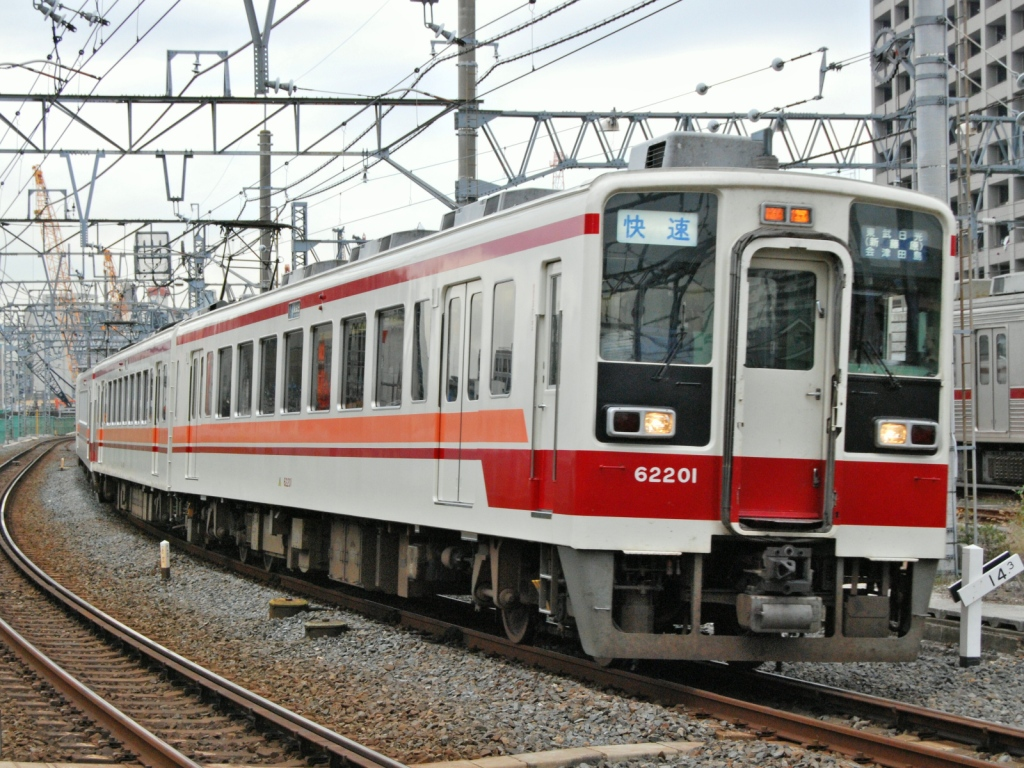
6050계

## 역 목록
| 역 이름              | 일본어 이름    | 영업 거리 (km) | 접속 노선                                 | 소재지     | 소재지           | 소재지                                 |
| -------------------- | -------------- | -------------- | ----------------------------------------- | ---------- | ---------------- | -------------------------------------- |
| 니시와카마쓰         | 西若松         | 0.0            | 다다미선 (아이즈와카마쓰역까지 직결 운행) | 후쿠시마현 | 아이즈와카마쓰시 | 아이즈와카마쓰시                       |
| 미나미와카마쓰       | 南若松         | 3.0            |                                           | 후쿠시마현 | 아이즈와카마쓰시 | 아이즈와카마쓰시                       |
| 몬덴                 | 門田           | 4.9            |                                           | 후쿠시마현 | 아이즈와카마쓰시 | 아이즈와카마쓰시                       |
| 아마야               | あまや         | 7.7            |                                           | 후쿠시마현 | 아이즈와카마쓰시 | 아이즈와카마쓰시                       |
| 아시노마키온센       | 芦ノ牧温泉     | 10.5           |                                           | 후쿠시마현 | 아이즈와카마쓰시 | 아이즈와카마쓰시                       |
| 오카와다무코엔       | 大川ダム公園   | 16.2           |                                           | 후쿠시마현 | 아이즈와카마쓰시 | 아이즈와카마쓰시                       |
| 아시노마키온센미나미 | 芦ノ牧温泉南   | 17.7           |                                           | 후쿠시마현 | 아이즈와카마쓰시 | 아이즈와카마쓰시                       |
| 유노카미온센         | 湯野上温泉     | 22.7           | 미나미아이즈군                            | 후쿠시마현 | 시모고정         |                                        |
| 도노헤쓰리           | 塔のへつり     | 26.5           | 미나미아이즈군                            | 후쿠시마현 | 시모고정         |                                        |
| 야고시마             | 弥五島         | 28.0           | 미나미아이즈군                            | 후쿠시마현 | 시모고정         |                                        |
| 아이즈시모고         | 会津下郷       | 31.1           | 미나미아이즈군                            | 후쿠시마현 | 시모고정         |                                        |
| 후루사토코엔         | ふるさと公園   | 32.5           | 미나미아이즈군                            | 후쿠시마현 | 시모고정         |                                        |
| 요손코엔             | 養鱒公園       | 35.1           | 미나미아이즈군                            | 후쿠시마현 | 시모고정         |                                        |
| 아이즈나가노         | 会津長野       | 37.3           | 미나미아이즈군                            | 후쿠시마현 | 미나미아이즈정   |                                        |
| 다지마코코마에       | 田島高校前     | 39.5           | 미나미아이즈군                            | 후쿠시마현 | 미나미아이즈정   |                                        |
| 아이즈타지마         | 会津田島       | 42.0           | 미나미아이즈군                            | 후쿠시마현 | 미나미아이즈정   |                                        |
| 나카아라이           | 中荒井         | 45.8           | 미나미아이즈군                            | 후쿠시마현 | 미나미아이즈정   |                                        |
| 아이즈아라카이       | 会津荒海       | 49.2           | 미나미아이즈군                            | 후쿠시마현 | 미나미아이즈정   |                                        |
| 아이즈산손도조       | 会津山村道場   | 50.1           | 미나미아이즈군                            | 후쿠시마현 | 미나미아이즈정   |                                        |
| 나나쓰가타케토잔구치 | 七ヶ岳登山口   | 53.1           | 미나미아이즈군                            | 후쿠시마현 | 미나미아이즈정   |                                        |
| 아이즈코겐오제구치   | 会津高原尾瀬口 | 57.4           | 미나미아이즈군                            | 후쿠시마현 | 미나미아이즈정   | 야간 철도 아이즈키누가와 선(직결 운행) |

## 참조
1. ↑  会津鉄道AT-700形試乗会を実施 鉄道ファン・railf.jp 2010년 5월 30일 게재, 2011년 6월 1일 확인